# Pega
Pega is een plaats (freguesia) in de Portugese gemeente Guarda en telt 192 inwoners (2001).

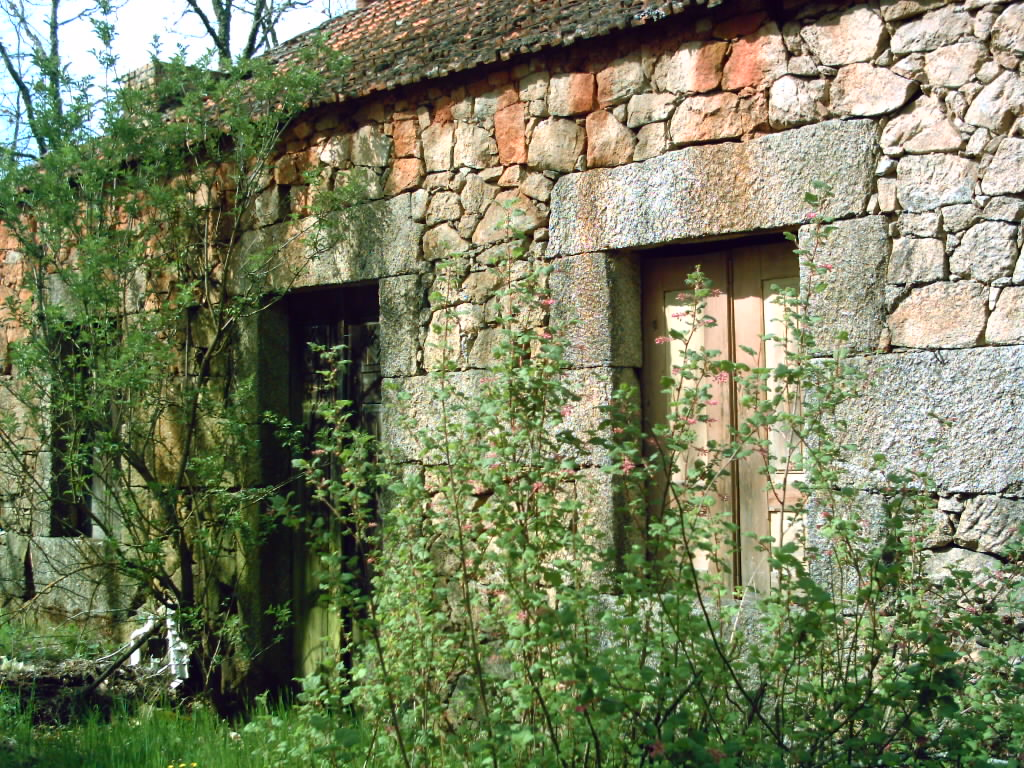
Pega